# Derrick Brew
Derrick Brew (Houston, 28 de dezembro de 1977) é um ex-velocista,  campeão olímpico e mundial norte-americano.
Foi campeão olímpico no revezamento 4x400 m dos Estados Unidos em Atenas 2004, junto com Jeremy Wariner, Otis Harris e Darold Williamson, e conquistou uma medalha de bronze individual nos 400 m nestes mesmos Jogos. No ano seguinte, em Helsinque 2005, também foi campeão mundial integrando o mesmo revezamento, com Andrew Rock em lugar de Harris.